# Азбука (электронная книга)
«Азбука» — серия электронных устройств для чтения электронных книг и для прослушивания аудиокниг и других звуковых файлов. Распространяется компанией «IT-Инфраструктура» (Украина). С сентября 2009 г. серийно выпускается модель Азбука n516, модель Азбука n618 — с апреля 2011 года.

## Описание
Aзбука n516 — устройство для чтения электронных книг, созданное с применением технологии электронных чернил E-Ink на 5-дюймовом экране. Устройство имеет открытое расширяемое ПО на основе ОС Linux и проекта OpenInkpot.
Aзбука n618 — устройство для чтения электронных книг, созданное с применением технологии электронных чернил E-Ink и сенсорной подложки под 6 дюймовым экраном, которая не влияет на качество и контрастность текста. Устройство имеет встроенное программное обеспечение на основе Windows CE и программ для чтения CoolReader и Allreader.
При подключении к ПК Азбука распознаётся, как USB-накопитель.

## Технические характеристики Азбука 516
- Операционная система: Linux OS
- Экран: диагональ 5 дюймов (10,2×7,6 см), eINK VizPlex®, 800×600 точек, 8 градаций серого
- Процессор: Ingenic JZ4740, MIPS Xburst, 336 МГц
- Память: 64 МБ ОЗУ, 512 МБ Flash Disk
- Питание: литий-полимерная батарея ёмкостью 1500 мА•ч
- Слоты расширения: SD-слот (до 16 Гб)
- Коммуникации: USB 2.0, SDIO-слот, 3.5 мм звуковой стереоразъем
- Мультимедиа: Mp3-, ogg-плеер, встроенный динамик и микрофон.
- Читаемые форматы: FB2, TXT, ePUB, PDF, PalmDoc, zTXT, TCR, Mobipocket (без защиты DRM), HTML, CHM, RTF, DjVu. JPEG, GIF, PNG, BMP, TIF, МР3

Упакованные форматы книг: ZIP.
- Управление: Кнопки и колёсико листания на боковой панели
- Масса: 165 г
- Размеры: 108×152×12 мм

## Технические характеристики Азбука 618
- Операционная система: Windows CE
- Экран: диагональ 6 дюймов (12,2 х 9 см), eINK VizPlex, разрешение 800×600, 16 градаций серого
- Процессор: CPU JZ4750, 360 MГц
- Память: 512 МБ (ПЗУ), 128 МБ (ОЗУ), Micro SD-карта 4Гб
- Питание: литий-полимерная батарея ёмкостью 2350 мА*ч
- Слоты расширения: MicroSD (до 32 Гб)
- Коммуникации: USB 2.0, Wi-Fi, слот Micro-SD, 3,5 мм звуковой стерео разъём
- Мультимедиа: проигрыватель аудиоформатов MP3 и OGG, встроенный динамик и микрофон.
- Читаемые форматы: FB2, TXT, ePUB, PDF, PDB/PRC (PalmDoc и zTXT), HTML, CHM, RTF, doc, TCR, ODT, SXW, ABW, ZABW, DjVu в проекте. JPEG, GIF, PNG, BMP, TIF, МР3

Упакованные форматы книг: ZIP и GZ.
- Управление: Сенсорная индукционная панель, стилус, кнопки
- Масса: 260 г
- Размеры: 176,6 * 124,8 * 10,5 мм

## Локализация
В устройстве реализована поддержка текстов практически на многих языках мира (немецкий, английский, китайский, белорусский, вьетнамский и прочие). Интерфейс имеет русскую, украинскую и английскую раскладку.